# 대천동대초등학교
대천동대초등학교는 대한민국 충청남도 보령시에 있는 공립 초등학교이다.

## 학교 연혁
- 2003년 6월 30일: 개교(16학급, 병설유치원
- 2004년 03. 02ㆍ 충청남도교육청 지정 과학교육 연구학교 운영(2004 ~ 2006)

200703. 02ㆍ 충청남도교육청 과학교육 선도학교 운영(2007 ~ 2008)
2009년 03. 02ㆍ 충청남도교육청 지정 교원능력개발 연구학교 운영
2014년 03. 02ㆍ 충청남도교육청 지정 학부모학교참여 시범학교 운영(2014 ~ 2015)
201802. 28ㆍ 2017 충남행복나눔장학 우수교 교육감 표창
202003. 02ㆍ 보건복지부 요청 충남교육청 지정 인구교육 연구학교 운영(2019~2020)
202109. 01ㆍ 제8대 김용남 교장 부임
202203. 02ㆍ 학교자율특색교육과정. 기초학력 보장. 미디어리터러시. 인공지능 교육모델 교육 이끎학교
202312. 29ㆍ 제21회 졸업(184명) 총 2.887명
202403. 01ㆍ 38학급(일반학급 36학급. 특수학급 2학급) 편성

## 참고 자료
- 대천동대초등학교 - 한국교육학술정보원 학교알리미